# Биржишка, Миколас
Ми́колас Биржи́шка (лит. Mykolas Biržiška, 1882, Ковенская губерния, Российская империя — 1962, Лос-Анджелес, США) — литовский историк литературы и культуры, общественный и политический деятель.

## Биография
Сын шляхтича Антона (Антанаса) Биржишки (1855—1922) — врача, участника Польского восстания 1830—1831 года. Родился 24 августа 1882 года в Вешвянах Тельшевского уезда Ковенской губернии (ныне Векшняй Мажейкяйского района Литвы).
С детства говорил по-польски и воспитывался в польской культуре. Учился в гимназии в Шавлях, затем на юридическом факультете Московского университета (1901—1907). В школьные годы проникся идеями литовского национального возрождения, а в университетские — включился в деятельность социал-демократов, был арестован, приговорён к двум годам ссылки в Сибирь, но в итоге отсидел 5 месяцев в Бутырской тюрьме в Москве, затем 6 месяцев в Вильнюсе и Каунасе; после освобождения продолжил обучение в университете. Во время революции 1905 года участвовал в Великом Вильнюсском сейме 4-5 декабря.
Обосновавшись в Вильне, стал активным деятелем Литовского научного общества и втянулся в изучение литовской литературы. Был помощником адвоката Фаддея Врублевского. Работал в редакции газеты «Вильняус жиниос» (лит. «Vilniaus žinios», «Виленские вести»; 1908—1909). Служил в Виленском земельном банке (1909—1915) с Антанасом Сметоной. В 1910-е годы писал статьи для Энциклопедического словаря Гранат (в списке авторов указан с отчеством Антонович).
Член Литовской социал-демократической партии с 1905 года. В конце 1910 — начале 1911 года был посвящён в масонство в виленской ложе Единство, входившей в союз ВВНР. После сентября 1911 года член ложи Литва, с ноября 1914 года также член Беларусь. В 1921 году член виленской ложи союза Великого Востока Литвы.
В 1917 году был избран в Литовскую Тарибу (лит. Lietuvos Taryba, Совет Литвы).
Директор первой в Вильнюсе гимназии с литовским языком преподавания (1915—1922). В 1918—1920 годах генеральный полномочный представитель правительства Литвы в Вильнюсе. В 1918—1919 годах — министр просвещения в кабинете М. Слежявичюса. В 1922 году польскими властями был арестован и после недолгого заключения выслан в Литву.
В Каунасе был приглашён в открытый незадолго до его прибытия Литовский университет (впоследствии Университет Витаутаса Великого). Был деканом факультета гуманитарных наук, проректором, ректором. В 1940 —1943 годах был ректором Вильнюсского университета, в 1940 году — директор Института литуанистики.
В 1944 году с приближением советских войск к Литве эмигрировал в Германию. Преподавал историю литовской литературы в Балтийском университете в Гамбурге (1946—1949). В 1949 году переселился в США. Готовил к печати материалы по истории литовской словесности, собранные его братом Вацловасом Биржишкой, отредактировал его «Александринас» (лит. Aleksandrynas, биобилиографию литовских литераторов, писавших до 1865 года, в 3 томах; 1960—1965).
Умер в Лос-Анджелесе 24 августа 1962 года.

## Научная деятельность

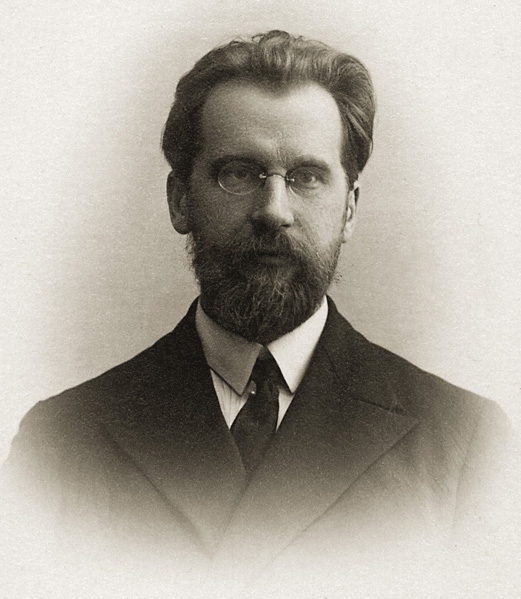

Один из самых выдающихся историков литовской литературы; занимался также изучением литовского фольклора. Работами о дайнах — литовских народных песнях («Lietuvių dainų literatūros istorija», 1919; «Dainos keliais», 1921) — положил начало их научному изучению.
В 1920 издал книгу об истории литовской словесности «Mūsų raštų istorija. 1547—1904» (расширенный вариант «Mūsų raštų istoriją (nuo XVI a. iki 1864)» (1925). Написал монографии об Антанасе Баранаускасе «Barono gyvenimas ir raštai» (1924), о Кристионасе Донелайтисе «Duonelaičio gyvenimas ir raštai» (1927). Подготовил иллюстрированную хрестоматию для студентов литуанистов «Rinktiniai mūsų senovės raštai» (1927), вместе с братом Вацловасом Биржишкой издал труд Симонаса Даукантаса «Darbai senųjų lietuvių ir žemaičių» (1929).
Автор мемуаров («Anuo metu Viekšniuose ir Šiauliuose», 1938; «Dėl mūsų sostinės», кн. 1—3, 1960, 1962, 1967; совместно с братом Викторасом Биржишкой.

## Издания
- Mūsų raštų istorija. 1547—1904. — 1920.
- Iš mūsų kultūros ir literatūros istorijos. Kn. 1—2. — 1931, 1938.
- Senasis Vilniaus universitetas. 1579—1842. — 1940.
- Lietuvių tautos kelias į naująjį gyvenimą. Kn. 1—2. — 1952, 1953.